# غنج درة سفلي (مقاطعة دلفان)
غنج درة سفلي (بالفارسية: گنج دره سفلی) هي قرية تقع في قسم ميربغ الجنوبي الريفي (مقاطعة دلفان) في إيران. يقدر عدد سكانها بـ 27 نسمة بحسب إحصاء 2016.